# ميلاني كول
ميلاني كول هي راقصة على الجليد كندية، ولدت في 27 يوليو 1968.

## وصلات خارجية
- ميلاني كول على موقع أوليمبيديا (الإنجليزية)